# Roc del Solà de la Llaguna
El Roc del Solà de la Llaguna és una muntanya de 1.918,7 metres d'altitud del límit dels termes comunals d'Aiguatèbia i Talau, Caudiers de Conflent i la Llaguna, totes tres de la comarca del Conflent, a la Catalunya del Nord.
És a l'extrem sud-oest del terme de Caudiers de Conflent, al nord-oest del d'Aiguatèbia i Talau i al nord-est del de la Llaguna. És a l'extrem de llevant del Bosc Comunal de la Llaguna i al sud-oest del Puig de la Socarrada d'en Felip.